# Leptocerus ultimus
Leptocerus ultimus är en nattsländeart som beskrevs av Wolfram Mey 1998. Leptocerus ultimus ingår i släktet Leptocerus och familjen långhornssländor. Inga underarter finns listade i Catalogue of Life.